# Thomas Francis Smith

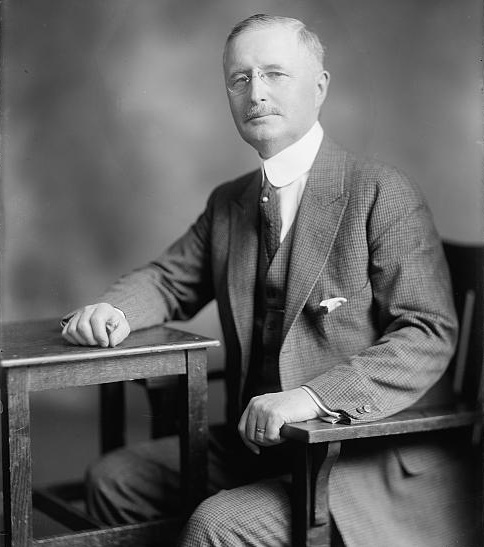
Thomas Francis Smith

Thomas Francis Smith (* 24. Juli 1865 in New York City; † 11. April 1923 ebenda) war ein US-amerikanischer Jurist und Politiker. Zwischen 1917 und 1921 vertrat er den Bundesstaat New York im US-Repräsentantenhaus.

## Werdegang
Thomas Francis Smith wurde ungefähr einen Monat nach dem Ende des Bürgerkrieges in New York City geboren und wuchs dort auf. Er besuchte Gemeinschaftsschulen, das St. Francis Xavier College, das Manhattan College und von 1899 bis 1901 die New York Law School. Als Reporter arbeitete er für die New York World und die New York Tribune. Zwischen 1898 und 1917 war er clerk am New York City Court. Seine Zulassung als Anwalt erhielt er 1911 und begann dann in New York City zu praktizieren. Er nahm 1915 als Delegierter an der verfassunggebenden Versammlung von New York teil und 1916 an der Democratic National Convention in St. Louis (Missouri). Politisch gehörte er der Demokratischen Partei an.
Er wurde in einer Nachwahl am 12. April 1917 im 15. Wahlbezirk von New York in das US-Repräsentantenhaus in Washington, D.C. gewählt, um dort die Vakanz zu füllen, die durch den Tod von Michael F. Conry entstand. Bei den Kongresswahlen des Jahres 1918 kandidierte er im 16. Wahlbezirk von New York für den 66. Kongress. Nach einer erfolgreichen Wahl trat er am 4. März 1919 die Nachfolge von Peter J. Dooling an. Da er auf eine erneute Kandidatur im Jahr 1920 verzichtete, schied nach dem 3. März 1921 aus dem Kongress aus.
Am 1. April 1921 wurde er Public Administrator von New York – eine Stellung, die er bis zu seinem Tod innehatte. Er verstarb am 11. April 1923 bei einem Taxiunfall in New York City. Sein Leichnam wurde auf dem Calvary Cemetery in Long Island City beigesetzt.